# Muchachada Nui
Muchachada Nui va ser un programa de televisió d'humor surrealista que es va emetre en La 2 de Televisió Espanyola. Es una continuació del programa La Hora Chanante emès a Paramount Comedy.

## Nom
Originalment el programa s'havia d'anomenar La Hora Chanante, però Paramount Comedy, propietària dels drets de l'antic programa amb aquest mateix nom, va impedir que es digués així.
En unes declaracions, els actors van argumentar que van triar el nom de Muchachada Nui com a combinació de dos factors: "muchachada", que és una paraula que usen molt en el seu vocabulari manxec, i "nui", que prové de l'expressió "ojete nui", que és "cuando te pica el ojete porque no te has lavado bien".

## Actors
El programa compta amb la presència dels mateixos actors que La hora chanante, però en canvi, no compta amb els mateixos personatges ("El Gañán", "Vicentín", etc.), pel fet que els drets d'aquests són propietat de Paramount Comedy. Aquests són, principalment, Julián López, Ernesto Sevilla, Raúl Cimas, Pablo Chiapella, Aníbal Gómez, Carlos Areces i el director i creador Joaquín Reyes.

## Format i seccions
Seguint el mateix format que La hora chanante, cada programa està presentat per la paròdia d'un personatge famós, que viu algun tipus de tribulació. Enmig de la història principal, s'intercalen esquetxos i seccions, algunes de les quals es mantenen cada setmana, encara que només la secció Celebrities apareix en tots els programes. Moltes de les seccions i personatges de Muchachada Nui són preses de La Hora Chanante, però amb diferents noms.

### Seccionis
- Cabecera. Obra de Joaquín Reyes, Enrique Borrajeros i Luis Ballesteros, amb música d'Enrique Borrajeros (DJ Pollo).
- Celebrities. Joaquín Reyes parodia a un personatge famós que conta la seva vida en clau d'humor, sempre amb accent manxec. És equivalent a la secció Testimonios de La Hora Chanante. El personatge famós és l'encarregat de conduir el següent programa.
- Mundo viejuno. Imatges de pel·lícules antigues, generalment de èrie B (un exemple seria Mr Wong in Chinatown amb Boris Karloff) que es tornen a doblar amb un argument en la línia del programa aprofitant les situacions de la trama original. Espai similar a Retrospecter de La Hora Chanante.
- Las aventuras d'El joven Rappel: Paròdia de la sèrie Smallville protagonitzada pel vident Rappel (personatge interpretat per Carlos Areces) quan va descobrint els seus poders.
- Al fresco: Marcial Ruiz Escribano (personatge interpretat per Ernesto Sevilla) és un home de camp que parla de temes relacionats amb la societat rural. Espai inspirat en el personatge de El Gañán de  La Hora Chanante. En alguns programes de la segona temporada la secció va ser presentada per "el cuñao" de Marcial sota el nom de "Te lo dije" (interpretat per Joaquín Reyes).
- El Bonico (del to). El Bonico (interpretat per Carlos Areces) és un personatge que, de manera concisa i personal, explica com cal ser. Preocupat pels valors i l'estètica dels nostres temps, actua de manera amanerada i conservador.
- Tú eres el protagonista. Paròdia de talk-show, amb entrevistes, presentat per Pedro Bonilla (interpretat per Julián López).

- La abuelita Caraváter: La Abuelita Caraváter, una marioneta amb el cap en forma de vàter, dona consells a la gent que li mana els seus vídeos amb els seus problemes. Les solucions i consells que dona l'avieta sempre són evidentment negatius per a aquest problema; Per exemple, recomana "trencar-se un parell de copes després del treball" o tancar-se a l'habitació i calmar l'ansietat atipant-se de xocolata.
- Tertulianos: Paròdia d'un programa de debat.
- La llegenda de Perro Muchacho. Perro Muchacho (interpretat per Julián López) és un superheroi de barri amb cara de gos.
- La fortaleza de la soledad. Ernesto Sevilla Senior i Ernesto Sevilla Junior parodien Superman i l'holograma del seu pare en diferents situacions que ocorren dins de la fortalesa de la solitud.
- Riken Sproken: l'inventor del bajón. Riken Sproken (interpretat per Ernesto Sevilla) és un personatge al qual li animen coses que "dan bajón", com un taxista dormint en un cotxe aparcat.
- Demasiada pasión por lo suyo. Joaquín Reyes fa de presentador d'un programa on es mostra còmicament la vida de vells artistes en decadència com Vincent Van Gogh o Bela Lugosi.

Philip Max. Aquest personatge és un incomprès director de teatre interpretat per Raúl Cimas que organitza teatres de poble i de col·legi amb finals estrepitosos i absurds.
- Gaticos y Monetes. Les preses falses del programa. Equivalent a Hever vs Clever a La Hora Chanante.

#### Animacions
- Enjuto Mojamuto: Animació de Joaquín Reyes on ens mostra un jove internauta i les seves aventures a través de la xarxa.
- La Cinta VHS: Animació de Joaquín Reyes on es mostren les aventures d'una cinta VHS recordant temps millors, abans del DVD
- El cuadro barroco: Quadre animat on els personatges de l'obra Los cambistas[3] s'insulten dient-se "barroc" mútuament. Això es deu al fet que el quadre que apareix és flamenc i, per tant, no pertany a l'art barroc.
- Loqui and the Loquer: Loqui és una fan acèrrima, que té continus canvis d'humor provocats en part pels mals consells del seu company "Man in the mirror" (l'home en el mirall). És freqüent que per a calmar les coses o trencar el gel acabin recitant els noms dels personatges amb "vocoder" i la típica música de fons.
- Montgomery y Clift: Animació de Joaquín Reyes en les quals dos nens, Montgomery i Clift, apareixen davant d'una farmàcia. Montgomery és l'únic que parla i conta diferents anècdotes mentre Clift escolta assegut sobre un monopatí.
- Monguer Guaper: Monguer Guaper viu en un món on tots els habitants són joguines que xiulen. Ell sempre aquesta feliç i content tots els dies, perquè creu que tot li sortirà bé. D'aquest personatge sabem molt poc ja que només hi ha dos capítols sobre ell.
- Los Klamstein: Animació de Carlos Areces sobre una peculiar família amb una dona goril·la i en la qual la filla gran és Angela Lansbury. En una entrevista[4] va explicar que el personatge d'Angela-Lansbury és una clara al·lusió a l'actriu Angela Lansbury i que el personatge d'Amy el va treure de la pel·lícula Congo, en la qual apareixia un goril·la parlant. Només van aparèixer en les dues primeres temporades.
  - Frederik Klamstein (El pare de família).
  - Amy Klamstein (La mare goril·la).
  - Angela-Lansbury Klamstein (La germana gran).
  - Junior Klamstein (El petit de la família).
- Cabeza de viejo y cuerpo de joven

## Personatges
El programa ha creat un univers de personatges propis, la presència dels quals es repeteix en diversos esquetxos.
- El Hombre Asqueroso: Juan José, personatge interpretat per Julián López, és un tipus vestit amb vestit i de forma molt polida. Aparentment sense pinta de fastigós, quan diu alguna cosa, un s'adona del perquè del seu nom.
- El espantajo de los melones: Interpretat per Ignatius Farray. És el personatge abans conegut com "El loco las coles".
- El señor Mc Clure: Interpretat per Antonio Tato, és l'equivalent al Señor Glor de La Hora Chanante.
- Wesley Resprok: Professor interpretat per Julián López.
- Phillipe Max: Director teatral fracassat interpretat per Raúl Cimas.
- Señor Bucle: Interpretat per Ernesto Sevilla. El seu nom real és Eloy Osma.
- El hombre mapache: Personatge ocasional interpretat per Enrique Borrajeros, músic del programa.
- El murciano: Habitual als doblatges de Mundo viejuno. Joaquín Reyes posa veu al personatge

## Audiències
| Temporada | Temporada | Episodis | Estrena                | Final                  | Audiència mitjana | Audiència mitjana | Audiència mitjana |
| Temporada | Temporada | Episodis | Estrena                | Final                  | Espectadors       | Quota             |                   |
| --------- | --------- | -------- | ---------------------- | ---------------------- | ----------------- | ----------------- | ----------------- |
|           | 1         | 13       | 19 de setembre de 2007 | 12 de desembre de 2007 | 629 000           | 4,1%              |                   |
|           | 2         | 13       | 9 d'abril de 2008      | 2 de juliol de 2008    | 640 000           | 4,1%              |                   |
|           | 3         | 13       | 18 de febrer de 2009   | 13 de maig de 2009     | 727 000           | 5,6%              |                   |
|           | 4         | 13       | 13 de gener de 2010    | 21 d'abril de 2010     | 353 000           | 2,3%              |                   |
| Total     | Total     | 52       | 2007                   | 2010                   | 587 000           | 4,0%              |                   |

El 25 de febrer de 2009, el programa aconseguia el rècord històric en quota de pantalla amb un 7,6% de 'share' i 967.000 espectadors amb l'emissió del 2n capítol de la 3a temporada.

## En Internet
Després de la difusió massiva de vídeos de la Hora Chanante a Internet, Muchachada Nui s'ha destacat per la promoció activa en aquest mitjà. Així, en un moviment gairebé sense precedents a Espanya, les promos prèvies a l'estrena i la majoria dels sketches de cada episodi van ser pujades per la mateixa RTVE al seu canal de vídeos de YouTube. Asimismo, y pese a que la audiencia se sitúa en la media del canal, RTVE ha publicat un vídeo a YouTube on Joaquín Reyes interpreta Tita Cervera demanant que es vegi el programa a la televisió a més d'en internet.
El 24 d'octubre de 2007, dia de la sisena emissió, RTVE estrena la pròpia web del programa Arxivat 2015-03-22 a Wayback Machine., on estan disponibles tots els sketches. Compta a més amb un blog, el compte d'Enjuto Mojamuto a Twitter, fòrums i crides a la participació de la comunitat.
Des de novembre de 2007 el personatge d'Enjuto Mojamuto disposa del seu propi espai a la comunitat microblogging Twitter.
Va ser un dels pioners a introduir Twitter a Espanya.

## Publicitat
Els nois de Muchachada Nui també han participat en esquetxos publicitaris. Així, Muchachada Nui en la seva primera temporada va introduir un sketch que publicitava el videojoc FIFA 08.
Enjuto Mojamuto ha protagonitzat publicitat de Media Markt, i s'han fet episodis inèdits del mateix per a promocionar la targeta +26 de la Comunitat de Madrid.
També TriNa ha inclòs cortinetes al llarg de la segona i tercera temporada, promocionant fins i tot la fiestaca de Muchachada Nui.
Movistar ha contractat a Joaquín Reyes per al doblatge d'una campanya publicitària. Pàgines Grogues també ha comptat amb el còmic per a un dels seus anuncis, inspirant-se en aquesta ocasió en la secció Mundo Viejuno.
Muchachada Nui va homenatjar el món publicitari en la seva segona temporada al seu esquetx Jo vaig ser un creatiu adolescent, en la secció de Mundo Viejuno.